# Theta-Inseln
Die Theta-Inseln (in Argentinien Islotes Alzogaray) umfassen mehrere kleine Inseln und Felsen im Palmer-Archipel westlich der Antarktischen Halbinsel. Im Westen der Gruppe der Melchior-Inseln liegen sie westlich der Kappainsel.
Wissenschaftler der britischen Discovery Investigations nahmen 1927 eine erste grobe Kartierung vor. Der Name der Inseln, der dem griechischen Buchstaben Theta entliehen ist, findet sich erstmals auf Kartenmaterial aus dem Jahr 1946, das im Zuge von Vermessungsarbeiten argentinischer Expeditionen in den Jahren 1942 und 1943 entstand. Namensgeber der argentinischen Benennung ist Álvaro José de Alzogaray (1811–1879), Befehlshaber unter Admiral William Brown in der argentinischen Marine.